# Aminal (overheidsinstelling)
AMINAL is de vroegere Administratie Milieu,- Natuur-, Land- en Waterbeheer van de Vlaamse overheid.
Met het vernieuwingsproject Beter Bestuurlijk Beleid (BBB) in 2006 werd AMINAL vervangen door het Departement Leefmilieu, Natuur en Energie (LNE). Eén afdeling van AMINAL werd geïntegreerd in de Vlaamse Milieumaatschappij (VMM). Twee andere afdelingen werden een zelfstandige entiteit: het Agentschap voor Natuur en Bos (ANB). Maar het is het Departement LNE dat, zoals voorheen AMINAL, fungeert als de centrale Vlaamse leefmilieuadministratie.
- Het Directoraat-generaal is overgegaan naar:
  - het secretariaat-generaal,
  - de afdeling Algemene Zaken, Communicatie en Juridische Dienst,
  - de afdeling Centraal Databeheer,
  - de afdeling Lucht, Hinder, Risicobeheer en Milieu & Gezondheid,
  - de afdeling Milieu-integratie en -subsidiëringen en
  - de afdeling Milieu-, Natuur- en Energiebeleid.
- De afdeling Algemeen Milieu- en Natuurbeleid is overgegaan naar:
  - de afdeling Managementondersteunende Diensten,
  - de afdeling Lucht, Hinder, Risicobeheer en Milieu & Gezondheid,
  - de afdeling Milieu-integratie en -subsidiëringen en
  - de afdeling Milieu-, Natuur- en Energiebeleid.
- De afdeling Europa en Milieu is de afdeling Internationaal Milieubeleid geworden.
- De afdelingen Milieuvergunningen en Milieu-inspectie zijn gebleven.
- De afdeling Water is in de Vlaamse Milieumaatschappij (VMM) geïntegreerd.
- De afdeling Land is overgegaan in het Departement Landbouw en Visserij en de afdeling Land en Bodembescherming, Ondergrond en Natuurlijke Rijkdommen.
- De afdelingen Natuur en Bos en groen zijn samengevoegd tot het Agentschap voor Natuur en Bos (ANB).